# Aghmat
Koordinaten: 31° 25′ 5,9″ N, 7° 46′ 25,3″ W

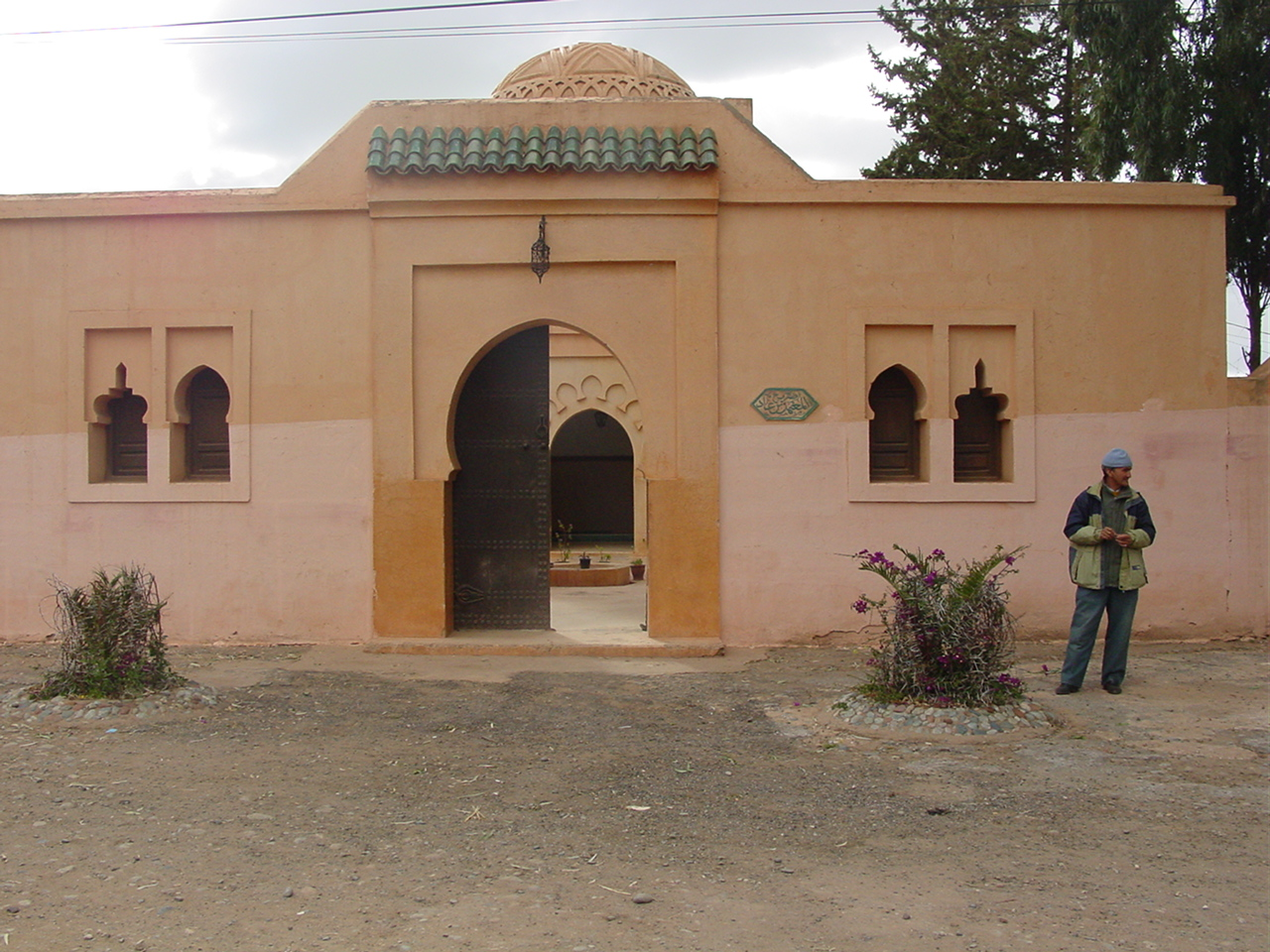
Mausoleum Al-Mutamids

Aghmat (Zentralatlas-Tamazight ⴰⵗⵎⴰⵜ Aɣmat, lokal als Ughmat, Uɣmat ausgesprochen, der Anfangsbuchstabe „A“ ist möglicherweise stumm, arabisch أغمات, DMG Aġamāt) war eine bedeutende mittelalterliche Berber-Handelsstadt im südlichen Marokko. Heute ist die Ausgrabungsstätte als Joumâa Aghmat bekannt.
Laut einer Berberlegende wurde Aghmat ursprünglich von christlichen Stämmen bewohnt, bevor es im Jahr 683 von arabischen Streitkräften unter Uqba ibn Nafi, dem umayyadischen Statthalter von Ifriqiya, erobert wurde. Allerdings tauchte die Geschichte erst 700 Jahre später auf, weshalb viele Historiker an ihrer Authentizität Zweifel äußern. Außerdem widerspricht al-Baladhuri, einer der ersten muslimisch-persischen Geschichtsschreiber, der Legende mit seiner Angabe, Musa ibn Nusair habe die Souss-Ebene besetzt und dabei die Moschee von Aghmat errichtet.
In Aghmat wurden die Golddinare des Almoravidenreichs geprägt.

## Lage
Die seit dem Jahr 2005 intensiver erforschte archäologische Stätte von Aghmat liegt am Unterlauf des Oued Ourika knapp 32 km (Fahrtstrecke) südöstlich von Marrakesch in einer Höhe von ca. 760 m.

## Wirtschaft
Abu Ubaid al-Bakri beschrieb Aghmat im 11. Jahrhundert, am Vorabend der almoravidischen Machtübernahme, als florierende Stadt, wo jeden Sonntag 100 Rinder und 1000 Schafe für den Markt (suq) geschlachtet wurden. Die Einwohner wählten ihren Anführer selbst. Streng genommen gab es zwei Aghmats: das kommerzielle und politische Zentrum war als Aghmat Wurika bekannt, ca. 13 km weiter lag Aghmat Aylan, welches für Fremde geschlossen war. Die Stadt unterhielt regen Verkehr mit dem Seehafen von Quz an der Atlantikküste, drei Tagesreisen westlich von Aghmat.

## Geschichte
Nach dem Tod Idris’ II. 828 wurde Marokko unter seinen Söhnen aufgeteilt. Aghmat wurde die Hauptstadt der Region Souss unter dem idrisidischen Prinzen Abdallah, dem Sohn Idris’ II.
Als die Almoraviden unter der Führung Abdallah ibn Yasins aus der Sahara nach Norden zogen, wurde Aghmat von Laqut, dem Anführer des Berberstammes der Magrawa, verteidigt. Laqut verlor Schlacht und Leben; die Almoraviden zogen am 23. Rabi II 450 (27. Juni 1058) ein.

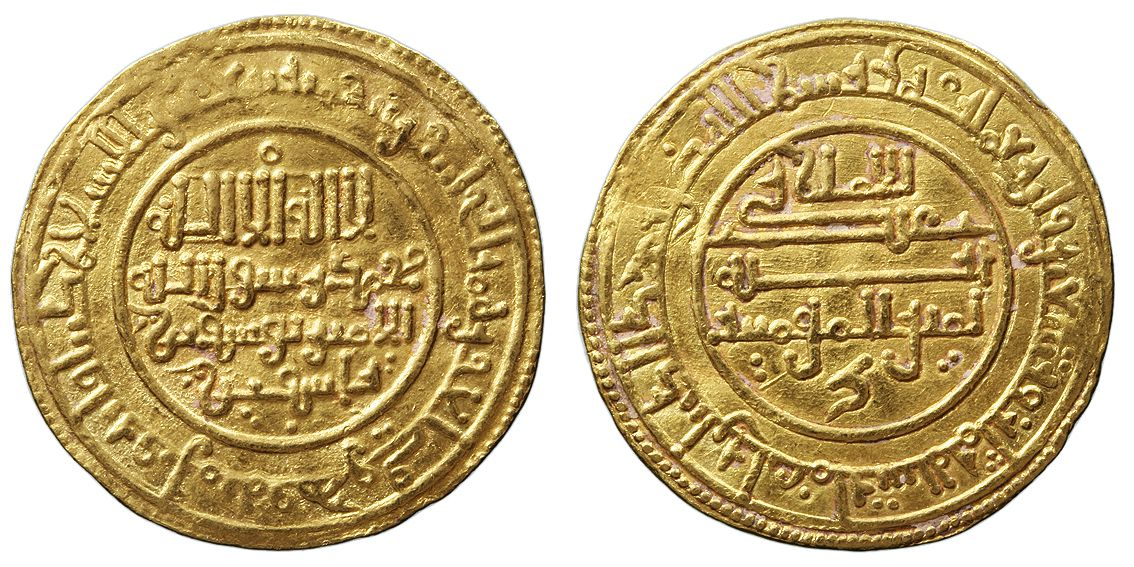
In Aghmat geprägter Dinar aus der Zeit des Almoravidenherrschers Yusuf ibn Taschfin

Laquts reiche Witwe Zaynab an-Nafzawiyyat heiratete den almoravidischen Anführer Abu Bakr ibn Umar und stellte ihm ihr beachtliches Vermögen zur Verfügung. Nach dem Putsch Yusuf ibn Taschfins gegen seinen Vetter Abu Bakr (1071) nahm er sich die deutlich jüngere, aber bereits zweimal verheiratete Zaynab an-Nafzawiyyat zur Frau.
Um 1068/69 war die Bevölkerung merklich gewachsen und Abu Bakr beschloss, eine neue Hauptstadt zu gründen. Er begann um das Jahr 1070 mit dem Bau von Marrakesch, was den langsamen Niedergang Aghmats einläutete. Die Almoraviden nutzten es als Verbannungsort. Zu den Verbannten zählte auch Muhammad al-Mutamid, der ehemalige König des Taifa-Reichs von Sevilla und Córdoba, der auch ein bekannter Dichter war. Sein Grab ist bis heute Ziel von Pilgerreisen. Nach Aghmat wurde auch Abdallah ibn Buluggin, der ehemalige König von Granada, verbannt; hier schrieb er seine Memoiren.
In den Jahren 1126, 1127 und 1130 war die Stadt Schauplatz mehrerer Schlachten zwischen dem Almoravidenkönig Ali ibn Yusuf und der almohadischen Armee unter dem Kommando Abu Abdallah ibn Tumarts und Abd al-Mu'mins. Nach einer allgemeinen Flucht almoravidischer Streitkräfte aus Marokko und Algerien betrat Abd al-Mu'min Aghmat kampflos am mittleren Tag des Muharram 541 (27. Juni 1146).
Im Jahr 1860 hatte die Stadt 5500 Einwohner, darunter etwa 1000 Juden. Heute ist sie verlassen.

## Jüngere Geschichte
Am 18. November 1950 veranstaltete eine Gruppe marokkanischer Nationalisten aus der Istiqlal-Partei eine Demonstration gegen die französische Besatzung Marokkos am Grab Al-Mutamids. Die Kundgebung wurde von der Polizei auf Befehl Boujanes, des Qaid des lokalen Stammes der Mesfioua, blutig beendet. Nachfolgende Aktionen wurden zu einem der größten Störfaktoren zwischen Boujanes Vorgesetztem, dem mächtigen Pascha von Marrakesch Thami el-Glaoui und dem König von Marokko, Mohammed V., was schließlich zur vorübergehenden Entmachtung des Königs führte.

## Ausgrabungsstätte
- Die heute sichtbaren Ruinen von Aghmat stammen von Teilen der Stadtmauer, einem Hammam, Häusern und einigen Qanats (Bewässerungskanäle).
- Das Mausoleum über dem Grab Al-Mutamids wurde 1970 errichtet. Es hat eine kleine Kuppel im almoravidischen Stil.